# Le Livre de Mozilla
Le livre de Mozilla est un easter egg informatique, trouvable dans Netscape, Mozilla, SeaMonkey et Firefox.

## Description
Il n'existe pas de vrai livre appelé Le Livre de Mozilla. Cependant, des citations cachées dans Netscape, Mozilla et Firefox donnent cette impression, en affichant des passages semblables à l'Apocalypse de la Bible. Quand vous tapez about:mozilla dans la barre d'adresse, un texte énigmatique est affiché en blanc, sur fond bordeaux, dans la fenêtre du navigateur.
Il existe actuellement sept versets officiels (officiels dans le sens où ils ont été inclus dans des versions finales des navigateurs), bien que plusieurs versets non officiels puissent être trouvés sur le World Wide Web. Ces six versets font référence à des chapitres et versets comme la Bible (comme 12:10, 3:31, 7:15, 11:9, 15:1 et 11:14), alors que ce sont en vérité des références à des dates importantes dans l'histoire de Netscape et de Mozilla.
Les versets font référence à une « bête » effrayante. À ses débuts, Netscape Communications Corporation arborait une mascotte ressemblant à un lézard, ou dragon, vert. Il est possible d'en déduire que la « bête » ferait référence à cette mascotte, ce serait une personnification de Netscape.
La nature mystérieuse de ces versets interpelle, pourtant l'histoire de Netscape et de Mozilla nous permet de leur donner une signification. En outre, le code source HTML de la page www.mozilla.org/book contient des annotations sur chacun de ces versets. Ces commentaires ont été écrits par Valerio Capello en mai 2004 et ont été ajoutés sur le site de la Fondation Mozilla par Nicholas Bebout en octobre. Bien que la présence sur le site officiel de ces explications puisse leur donner une valeur « officielle », il faut garder en tête que ni Capello ni Bebout ne font partie de l'équipe de « décision » de la fondation. Donc les interprétations de Capello sont peut-être apocryphes.
Avant Netscape 1.1, about:mozilla affichait le texte « Mozilla rules! ».
Dans certaines versions de Microsoft Internet Explorer, une page vierge sur fond bleu est affichée, qui représente peut-être l'écran bleu de la mort (BSOD).

## Le Livre de Mozilla, 12:10
« And the beast shall come forth surrounded by a roiling cloud of vengeance. The house of the unbelievers shall be razed and they shall be scorched to the earth. Their tags shall blink until the end of days. »
Dans la version HTML du texte, la citation est accompagnée du commentaire :
```
<!-- 10th December 1994: Netscape Navigator 1.0 was released -->

<!-- This verse announces the birth of the beast (Netscape) and warns bad coders (up to Netscape 3, when you

watched the HTML source code with the internal viewer, bad tags blinked). -->

```

## Le Livre de Mozilla, 3:31
« And the beast shall be made legion. Its numbers shall be increased a thousand thousand fold. The din of a million keyboards like unto a great storm shall cover the earth, and the followers of Mammon shall tremble. »
Dans la version HTML du texte, la citation est accompagnée du commentaire :
```
<!-- 31st March 1998: the Netscape Navigator source code was released -->

<!-- The source code is made available to the legion of thousands of coders of the open source community,

that will fight against the followers of Mammon (Microsoft Internet Explorer). -->

```

## Le Livre de Mozilla, 7:15
Ce verset a été écrit par Neil Deakin. Il est inclus dans toutes les versions de Mozilla et de Firefox depuis septembre 2003 (Mozilla 1.5 et ultérieur) et dans les versions de Netscape 7.2 et ultérieur (excepté quelques versions prototypes) :

« Alors, finalement, la bête fut vaincue et les infidèles se réjouirent. Mais tout n'était pas perdu, car des cendres s'éleva un majestueux oiseau. L'oiseau scruta les infidèles et lança sur eux le feu et le tonnerre. Dès lors que la bête fut réincarnée et sa puissance renouvelée, les disciples de Mammon se tapirent dans l'horreur. »

— Le Livre de Mozilla, 7:15
7:15 fait référence au 15 juillet 2003, le jour où America Online ferma sa division Netscape et la Fondation Mozilla fut lancée.
Dans la version HTML du texte, la citation est accompagnée du commentaire :
```
<!-- 15th July 2003: AOL closed its Netscape division and the Mozilla foundation was created -->

<!-- The beast died (AOL closed its Netscape division) but immediately rose from its ashes (the creation 

of the Mozilla foundation and the Firebird browser, although the name was later changed to Firefox). -->

```

La défaite de la « bête » fait référence à Netscape, fermé par la maison mère AOL. Le « majestueux oiseau » qui s'éleva des cendres est probablement la Fondation Mozilla laquelle fut lancée pour continuer le développement de Mozilla. L'oiseau s'éleva des cendres tel un Phénix — une référence au nom originel du navigateur Mozilla Firefox (appelé Firebird à l'époque où ces versets ont été écrits). L'oiseau lança feu et tonnerre sur les infidèles : références directes à Mozilla Firebird (maintenant Firefox) et Mozilla Thunderbird, devenus l'occupation première de la Fondation Mozilla quelques mois avant le 15 juillet. Le fait que la bête soit « réincarnée » indique que l'esprit de Netscape continue de vivre à travers la Fondation Mozilla (en partie constituée des anciens employés de Netscape) et sa puissance a été « renouvelée » vu que la fondation était moins dépendante d'AOL. Enfin, « Mammon » (étymologiquement riche, fortuné) est probablement Microsoft, le principal concurrent commercial de la Fondation.

## Le Livre de Mozilla, 11:9

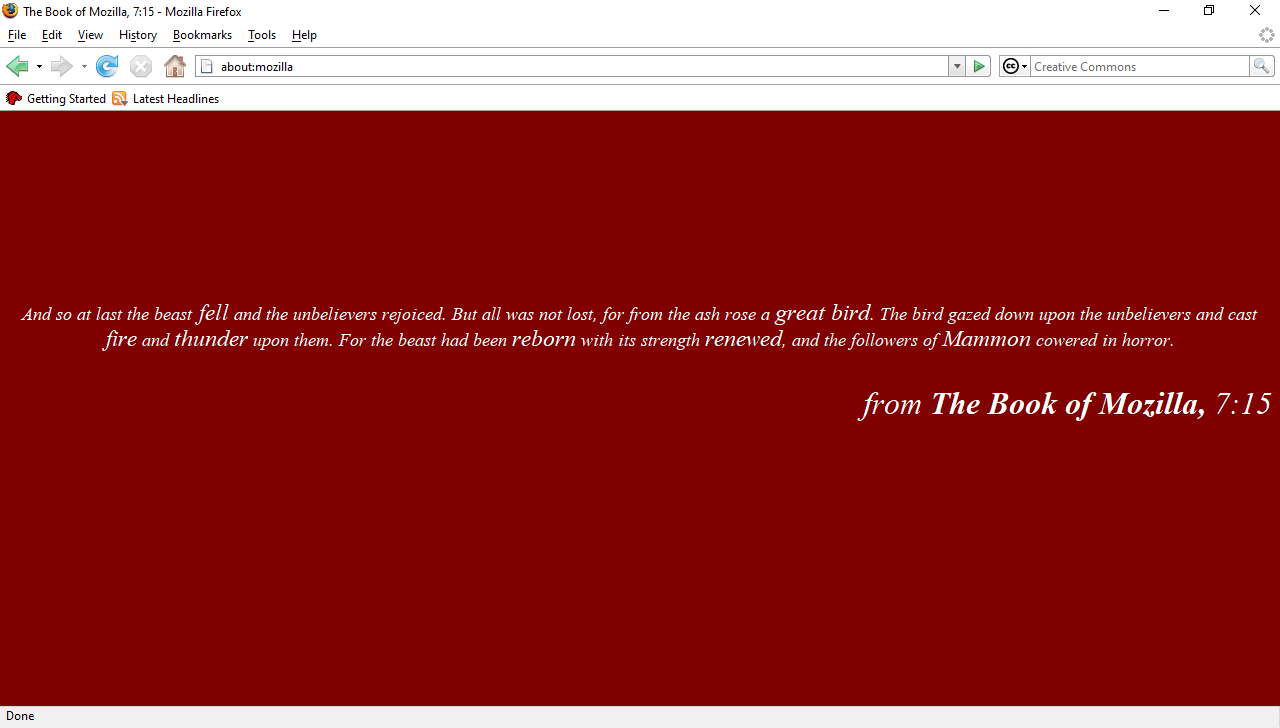
Le Livre de Mozilla dans Mozilla Firefox 2.

Depuis Firefox 3, une nouvelle partie du livre de Mozilla est incorporée dans Firefox.

« Mammon s'était endormi. Et la bête réincarnée se répandit sur la terre et son nombre se fit légion. Et ils parlèrent au Temps et ils firent l'offrande de leur moisson au feu, avec la ruse des renards. Et ils bâtirent un nouveau monde à leur image comme le promettaient les paroles sacrées, et ils parlèrent de la bête avec leurs enfants. Lorsque Mammon se réveilla, voilà ! ce n'était plus rien qu'un disciple. »

— Le Livre de Mozilla, 11:9 (10e Édition)
Dans la version HTML du texte, la citation est accompagnée du commentaire :
```
<!-- 9th November 2004: Firefox 1.0 is officially released -->

<!-- The worldwide support of Firefox fans leads to its success, illustrating the power of community-based 

open source projects. -->

```

Ce qu'on pourrait traduire par (traduction libre) :
Le 9 novembre 2004 : Sortie officielle de Firefox 1.0
Le nouveau texte fait sans doute référence à la montée en puissance du navigateur Firefox, alors que Microsoft ne développait plus Internet Explorer, qui est resté pendant plusieurs années dans sa version 6.
La mention « 10e Édition » rappelle que Firefox 3 a été publié l'année du 10e anniversaire de Mozilla, Netscape en ayant annoncé la création le 22 janvier 1998.

## Le Livre de Mozilla, 15:1
Dans Firefox 21, on trouve la version suivante :

« Les jumeaux de Mammon se querellèrent. Leur guerre plongea le monde dans une obscurité nouvelle, et la bête abhorrait l'obscurité. Alors elle commença à se déplacer promptement, et décupla sa puissance, et elle sortit et se multiplia.
Et les bêtes apportèrent le feu et la lumière à l'obscurité. »

— Le Livre de Mozilla, 15:1
"15:1" fait référence au 15 janvier 2013, date de l'annonce du gel des fonctionnalités de Firefox OS 1.0. Les jumeaux font probablement allusion à Android et iOS, les deux systèmes d'exploitation dominants sur les smartphones et tablettes, tous deux propriétaires, ce à quoi fait référence l'obscurité nouvelle. La bête (Mozilla) abhorrant l'obscurité (le logiciel propriétaire), elle se déplace promptement (Firefox OS étant particulièrement véloce sur les plateformes matériellement limitées que sont les smartphones et tablettes), et, après sa sortie, se multiplie, et apporte le feu (allusion à Firefox) et l'ouverture à un domaine jusqu'ici particulièrement fermé.

## Le Livre de Mozilla, 11:14
Dans les dernières versions à partir de Firefox 57, on trouve ceci 

« La Bête se para de nouveaux ornements et étudia le Temps, l’Espace, la Lumière et les Flux d’énergie au sein de l’univers. De son ouvrage, la Bête façonna de nouvelles structures à partir de métal oxydé et chanta leurs louanges. Alors, les adorateurs de la Bête se réjouirent, retrouvant une destinée renouvelée au sein de ses enseignements. »

— Le Livre de Mozilla, 11:14
"11:14" fait référence à la sortie officielle de Firefox 57 qui est prévue le 14 novembre 2017. Les éléments mentionnés dans le livre sont une référence aux changements techniques effectués au sein du navigateur web Firefox. La Lumière fait référence à Photon, nom de code de la refonte de l'interface de Firefox. Les Flux font référence à Quantum, la nouvelle version du moteur de Firefox qui améliore les performances, il s'agit aussi du nom de code de la version 57. Le métal oxydé fait quant à lui référence à Rust (rouille en anglais) langage sur lequel est basé le nouveau moteur.

## Le Livre de Mozilla, 6:27
Dans les dernières versions à partir de la refonte du design 2021, on trouve ceci :

« La Bête poursuivit ses études avec un focus renouvelé, générant de grands travaux de référence et contemplant de nouvelles réalités. La Bête a conduit ses disciples et ses acolytes à créer une forme renouvelée et plus agile d’elle-même et, tirant parti de son espièglerie, l’a diffusée à travers le monde. »

— Le Livre de Mozilla, 6:27

#### Articles
- (en) Article de MozillaZine indiquant la mise à jour du Livre de Mozilla, visible aussi sur MozillaZine-fr
- (en) Résultats du sondage de MozillaZine portant sur les versets préférés des lecteurs, visible aussi sur MozillaZine-fr
- (en) Quelques clarifications à propos de about:mozilla écrites par le membre de l'équipe Mozilla Gervase Markham.

#### Collections de passages
- (en) Extraits du Livre de Mozilla – une compilation de passages officiels et non officiels du Livre de Mozilla (anglais)